# Eray Cömert
Eray Ervin Cömert (* 4. Februar 1998 in Basel) ist ein Schweizer Fussballspieler türkischer Abstammung. Der Innenverteidiger steht beim FC Valencia in der spanischen La Liga unter Vertrag und ist für die Saison 2024/25 an Real Valladolid ausgeliehen.

## Karriere

### Vereine
Cömert begann seine Jugendkarriere beim FC Concordia Basel und wechselte 2009 zu den Junioren des FC Basel. Sein Debüt für die erste Mannschaft des FC Basel gab er am 10. Februar 2016 im Letzigrund beim 3:2-Auswärtssieg gegen den FC Zürich. Unter Trainer Urs Fischer gewann Cömert am Ende der Saison 2015/16 den Meistertitel mit dem FCB. Für den Club war es der siebte Titel in Serie und insgesamt der 19. Titel der Vereinsgeschichte. In den Saisons 2016/17 und 2017/18 wurde er an die beiden Schweizer Vereine FC Lugano und FC Sion ausgeliehen, wo er jedoch nur wenig Spielzeit erhielt. Nach seiner Rückkehr wurde er beim FC Basel zum Stammspieler und nahm mit seinem Verein auch an europäischen Wettbewerben, wie der Qualifikation zur UEFA Champions League, teil. Im Januar 2022 wechselte er für eine Ablösesumme von 800’000 Euro zum spanischen Verein FC Valencia. Dort konnte er sich nicht als Stammspieler etablieren, woraufhin er für die Saison 2023/24 zum FC Nantes ausgeliehen wurde. In der Folgesaison folgte eine weitere Leihe zu Real Valladolid.

### Nationalmannschaften
Cömert hatte diverse Einsätze als Innenverteidiger bei der Schweizer U-15-, U-16- und U-17-Nationalmannschaft. Sein erstes Länderspiel für die U-18-Nationalmannschaft bestritt er am 22. September 2015. Das Team gewann 2:1 gegen Dänemark. Sein erstes Länderspiel für die U-19-Nationalmannschaft bestritt er am 30. August als Captain. Das Team gewann 1:0 auswärts gegen die slowakische U-19-Auswahl.
Für die Europameisterschaft 2021 wurde er ins «Nati»-Kader berufen.
An der Weltmeisterschaft 2022 nahm er mit der Schweizer Nationalmannschaft teil.

## Titel und Erfolge
FC Basel
- Schweizer Meister: 2016, 2017
- Schweizer Cupsieger: 2017

## Sonstiges
Sein amtlicher Familienname war zeitweilig Cümart, weil er bei der Einreise seiner aus Erzincan in Ostanatolien stammenden Grosseltern in die Schweiz so eingetragen worden war. Anderen Quellen zufolge stammt seine Familie väterlicherseits aus Tunceli.